# اشلی هاسکین
اشلی هاسکین (انگلیسی: Ashley Hoskin؛ زادهٔ ۲۷ مارس ۱۹۶۸) بازیکن فوتبال اهل بریتانیا است.
از باشگاه‌هایی که در آن بازی کرده‌است می‌توان به باشگاه فوتبال برنلی اشاره کرد.